# 挡阳桥水库
挡阳桥水库是中国内蒙古自治区呼和浩特市清水河县境内的一座水库，位于浑河上，建于1979年。水库正常库容为5610万立方米，集雨面积为4645平方千米，海拔为1066米。